# Krogh Island
Krogh Island est une île de l'Antarctique, une des îles Biscoe.

## Géographie
Elle s'étend sur 9 km de longueur pour une largeur d'environ 5 km. Entièrement recouverte par la glace et la neige, elle est séparée de l'île Lavoisier à l'est par le Vladigerov Passage et de Watkins Island au sud par le Lewis Sound. Sa côte nord est bordée par la Transmarisca Bay et comporte les Suregetes Cove.

## Histoire
Elle a été photographiée pour la première fois lors de la Falkland Islands and Dependencies Aerial Survey Expedition en 1956-1957 et nommée par l'UK Antarctic Place-Names Committee en l'honneur d'August Krogh.